# Breast Cancer Show Ever
«Breast Cancer Show Ever» (англ. Breast Cancer Show Ever) — епізод 1209 (№ 176) серіалу «South Park», прем'єра якого відбулася 15 жовтня 2008.

## Сюжет
У Венді з'являються проблеми після того як вона погрожує побити Еріка Картмена після школи.